# Kongo-Central

Provinsen Kongo-Central.

Kongo-Central (tidigare Bas-Congo och Bas-Zaire) är en provins i Kongo-Kinshasa. Dess huvudstad heter Matadi. Kikongo är officiellt språk och största språk. Provinsen delas administrativt in i territorierna Kasangulu, Kimvula, Lukula, Luozi, Madimba, Mbanza-Ngungu, Moanda, Seke-Banza, Songololo och Tshela.

## Historia
Det område som idag utgör Kongo-Central hette tidigare Bas-Congo och var 1908 ett distrikt i Belgiska Kongo (tidigare Kongostaten). 1919 blev distriktet en del av provinsen Congo-Kasaï och 1932 en del av provinsen Léopoldville. 1960 blev landet självständigt och fick namnet Republiken Kongo (allmänt kallat Kongo-Léopoldville). 1963 delades provinsen Léopoldville upp i de mindre provinserna Kongo-Central (tidigare distriktet Bas-Congo), Kwango, Kwilu och Mai-Ndombe samt huvudstaden Léopoldville. Efter att Joseph-Désiré Mobutu 1965 tagit makten genom en militärkupp bytte landet namn till Demokratiska Republiken Kongo och huvudstaden till Kinshasa. 1971 bytte landet namn Zaire, Kongofloden till Zairefloden och Kongo-Central till Bas-Zaire. Efter att Mobutu gått i landsflykt 1997 fick landet åter namnet Demokratiska Republiken Kongo (allmänt kallat Kongo-Kinshasa) och provinsen namnet Bas-Congo. 2015 fick provinsen åter namnet Kongo-Central.  
Ett annat vanligt förekommande namn på området är Nedre Kongo (Nedre Congo) som till skillnad från Övre Kongo utgjorde endast en mycket liten del av det stora landområde som i början av 1900-talet kallades Kongo eller Kongobassängen.

## Geografi
Kongo-Central är den enda provinsen i Kongo-Kinshasa som har en kuststräcka (mot Atlanten). Den gränsar mot provinserna Kinshasa i nordost och Kwango i öster, Angolas huvuddel i söder samt Republiken Kongo (allmänt kallat Kongo-Brazzaville) och den angolanska exklaven Kabinda i norr. Den täcker en yta av 53 920 km² och sträcker sig från havet omkring 500 km upp efter Kongofloden nästan till Malebodammen (tidigare Stanley-Pool).